# Тернова Балка
Тернова́ Ба́лка —  село в Україні, в Компаніївській селищній громаді Кропивницького району Кіровоградської області. Населення становить 22 осіб. До 2020 орган місцевого самоврядування — Мар'ївська сільська рада.

## Населення
Згідно з переписом УРСР 1989 року чисельність наявного населення села становила 34 особи, з яких 11 чоловіків та 23 жінки.
За переписом населення України 2001 року в селі мешкали 22 особи. 100 % населення вказало своєю рідною мовою українську мову.